# Olpium kochi
Olpium kochi är en spindeldjursart som beskrevs av Simon 1881. Olpium kochi ingår i släktet Olpium och familjen Olpiidae. Inga underarter finns listade i Catalogue of Life.